# Златко Заховић
Златко Заховић (1. фебруар 1971. Марибор, СР Словенија, СФР Југославија) бивши је словеначки фудбалер.

## Каријера
Заховић је фудбалску каријеру започео у мариборском Ковинару. Његов таленат је уочио Милко Ђуровски, тадашњи играч београдског Партизана, који је у Марибору служио војни рок. На препоруку Ђуровског Заховић 1989. прелази у Партизан и постаје професионални фудбалер. Као члан београдских црно-белих био је на позајмицама у Младости из Петриње и Пролетеру из Зрењанина.
У периоду када је играо за Валенсију (2001), екипа је стигла до финала Лиге шампиона где је на пенале изгубила од Бајерна из Минхена. На тој је утакмици Бајернов голман Оливер Кан одбранио пенал који је извео Заховић.

## Репрезентација
За репрезентацију Словеније Заховић је дебитовао 7. новембра 1992. на пријатељској утакмици са Кипром. Словеначка репрезентација се са Заховићем квалификовала за Европско првенство у фудбалу 2000. у Белгији и Холандији. Заховић је на овом првенстви постигао три од четири гола која је постигла репрезентација Словеније. Кратко време после првенства, Заховић је одбио понуду енглеског Фулама од 18.000.000 фунти.
Словенија се квалификовала и за светско првенство 2002. у Јужној Кореји и Јапану. Заховић се на овом првенству сукобио са тренером словеначке репрезентације Сречком Катанецом, па је послат кући одмах после прве одигране утакмице (против Шпаније). После тог првенства Катанец је поднео оставку и Заховић је био враћен у репрезентацију.
Задњу утакмицу за репрезентацију одиграо је 28. априла 2004. против Швајцарске. За репрезентацију Словеније укупно је одиграо 80 утакмица и постигао 35 голова.
У пролеће 2007. након завршетка играчке каријере, постао је менаџер НК Марибор.

## Највећи успеси

### Партизан
- Првенство СР Југославије (1) : 1992/93.
- Куп Југославије (1) : 1991/92.

### Порто
- Првенство Португала (3) : 1996/97, 1997/98, 1998/99.
- Куп Португала (1) : 1997/98.
- Суперкуп Португала (3) : 1996, 1998, 1999.

### Олимпијакос
- Првенство Грчке (1) : 1999/00.

### Валенсија
- Лига шампиона : финалиста 2000/01.

### Бенфика
- Првенство Португала (1) : 2004/05.
- Куп Португала (1) : 2003/04.